# Pokolenie Z

Oś czasu pokoleń w świecie zachodnim

Pokolenie Z (ang. Generation Z), in. zoomerzy, generacja Z, Post-Millennials, pokolenie internetowe, Pokolenie C – kohorta demograficzna następująca po milenialsach.
Według większości źródeł to pokolenie urodzonych po 1995 roku. Nazywane jest również „generacją multitasking”, „cichym pokoleniem”, „Generation V”, „Generation C”. Są to pierwsi ludzie dorastający we w pełni scyfryzowanym społeczeństwie.
The Futures Company użyło terminu Centennials, aby opisać pokolenie urodzone od 1997. Według amerykańskiego pisarza i dziennikarza Bruce Horovitza pokolenie Z zaczyna się w roku 1995. Przyjmuje się, że pokolenie Z obejmuje osoby urodzone w latach 1995–2010 lub 1997–2012. Agencja komunikacji i marketingu Frank N. Magid Associates, założona przez amerykańską konsultantkę do spraw marketingu Frank Magid, określiła tę grupę jako Pluralist Generation lub Plurals i utrzymuje, że grupa ta obejmuje ludzi urodzonych po 1997.
Istnienie różnic pomiędzy pokoleniem Z a innymi pokoleniami ma charakter obiegowy; różnice te nie zostały potwierdzone w badaniach naukowych.